# 도널드 맥키넌
도널드 맥키넌(Donald Wallace MacKinnon 1903년 1월 9일 ~ 1987년 1월 20일)은 미국의 심리학자이자 캘리포니아 대학교 버클리(University of California, Berkeley, UC 버클리)의 교수였다. 그는 창의성의 심리학을 연구한 것으로 잘 알려져있다.

## 같이 보기
- 캐서린 쿡 브릭스